# جون وايلد
جون وايلد (24 فبراير 1935 - ) (بالإنجليزية: John Wild)‏ هو لاعب كريكت بريطاني.